# 林泉宝
林泉宝（英語：Lim Chuan Poh），新加坡駐以色列國非常駐大使。他也是新加坡共和国武装部队第四任三军总长，中将军衔，退伍后在2003年至2007年间担任教育部常任秘书，然后任贸易与工业部下属的科技研究局主席。他在2019年退休後被任命為新加坡食品局主席。

## 生平

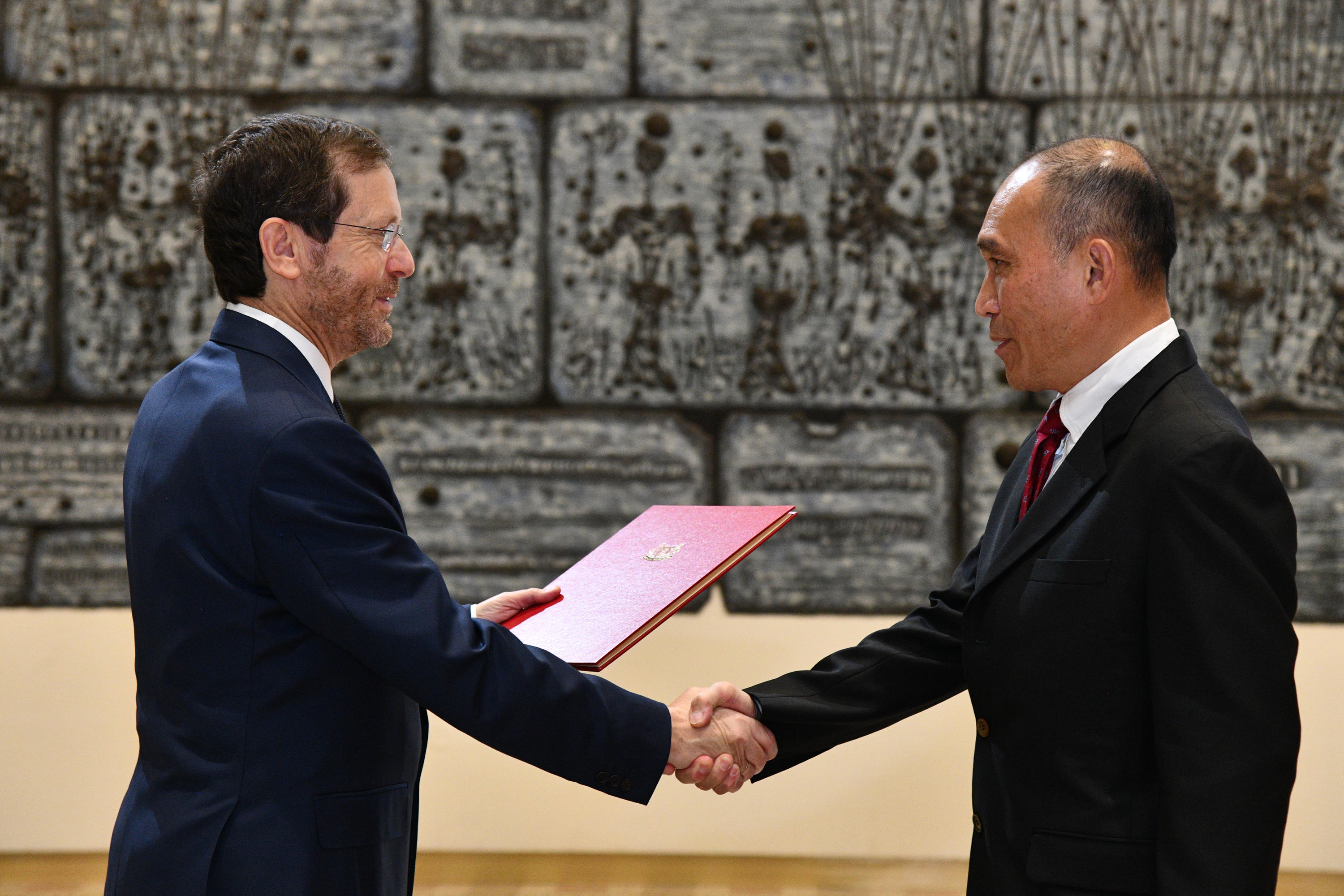
林泉宝於2022年4月在以色列向以色列總統艾薩克·赫爾佐格遞交國書，正式履行新加坡駐以色列非常駐大使的職務

林泉宝在1980年荣获新加坡武装部队海外奖学金，前往英国剑桥大学研究数学，毕业后获得文学士（荣誉）学位，并在数年后再次回到剑桥大学深造，获得文学硕士学位。他也曾在1988年在英国坎伯利参谋学院上指挥与参谋课程，毕业时获得最佳海外学生奖。1993年，他到美国康乃尔大学进修，获得工商管理硕士学位。他在2003年退伍后到美国哈佛大学商学院上高级管理课程。
林泉宝于1979年12月加入新加坡武装部队，在陆军部队工作，所担任过的职务包括：第三步兵团指挥官、第十步兵旅指挥官、三军策划处处长、第九师师长、陆军总参谋长和陆军总长（1998年－2000年）。2000年4月1日，他接替马士强当三军总长，2001年6月他的军衔从少将升至中将。林泉宝于2003年4月1日退伍，并把三军总长一职交给伍逸松。
林泉宝在2003年7月至2007年3月间担任教育部常任秘书，在就职期间监督由政府资助的大学转型成为自主大学，并重新审查这些大学的研究架构以帮助它们发展成研究型的大学。此外，他也引导新加坡国立大学和美国杜克大学共同设立杜克-国大医学研究生学院。2007年4月1日至今，林泉宝出任贸易与工业部下属的科技研究局的主席。与此同时，他也是以下机构的成员：全国资讯通信安全委员会、南洋理工大学李光前医学院董事会、国家研究基金会等等。
林泉宝所获得的奖章、荣誉学位等包括：行政功绩奖章 (金，武装部队)（1999年）、美国功绩勋章（指挥官级）（1999年和2001年）、泰国白象勋章（大十字骑士章 （一等））（2001年）、印尼Bintang Yudha Dharma Utama军事勋章（2001年）、卓越功绩服务勋章 (武装部队)（2003年）、英国罗浮堡大学荣誉理学博士学位（2008年）、澳洲莫纳什大学荣誉法学博士学位（2009年）、英国伦敦帝国学院院士（2010年）、日本外务省领袖邀请计划下的研究员（2010年）和美国亚利桑那州立大学荣誉法学博士学位（2012年）。
林泉宝於2021年1月19日被任命為新加坡駐以色列國非常駐大使。

## 荣誉

### 外国勋章奖章
- 荣誉军团骑士勋章（法国，2016年颁发[6]）